# Expand

expand — утилита UNIX-систем, преобразующая табуляции в пробелы, сохраняя форматированность текста.

## Работа с программой
```
expand
 
[
НАСТРОЙКИ
]
...
 
[
ФАЙЛ
]
..

```

Если не указан файл (или указано «-»), информацию берёт из стандартного ввода.
Опции:
| Название(краткое, полное)                | Описание                                                |
| ---------------------------------------- | ------------------------------------------------------- |
| -i, --initial                            | Конвертировать только первые табуляции на каждой строке |
| -t, --tabs = ЧИСЛО                       | Указывает размер одной табуляции в пробелах             |
| -t, --tabs = [табуляция 1][,табуляция 2] | Указывает точный список позиций табуляций               |
| --help                                   | Показывает справку и завершается                        |
| --version                                | Показывает версию и завершается                         |